# Annus mirabilis
Annus mirabilis is een Latijnse uitdrukking (vertaald: jaar der wonderen) ontleend aan het gelijknamige gedicht van John Dryden (1666, gepubliceerd in 1667). Dit begrip wordt soms gebruikt voor een bijzonder productief jaar van een 
schrijver (Samuel Coleridge en William Wordsworth, 1798), filosoof (Jacques Derrida, 1967), wetenschapper (Einstein, 1905) of wetenschappelijk terrein (kernfysica, 1932).
In 1798 publiceerden Coleridge en Wordsworth de bundel Lyrical Ballads welke wordt gezien als het begin van de Romantiek.

In 1905 publiceerde Einstein vier belangrijke artikelen.

## Trivia
Het complement is annus horribilis, bijvoorbeeld in de Nederlanden het Rampjaar 1672. In een speech noemde de Britse koningin Elizabeth het jaar 1992 wat betreft de koninklijke familie een annus horribilis. 